# Maharashtradagen
Maharashtradagen, (Marathi: महाराष्ट्र दिन), vanligtvis känd som Maharashtra Diwas och även Maharashtra Din, är en statlig helgdag i den indiska staten Maharashtra som högtidlighåller bildandet av delstaten Maharashtra vid uppdelningen av Bombay den 1 maj 1960. Maharashtradagen associeras vanligtvis med parader och politiska tal och ceremonier, utöver andra allmänna och privata evenemang som firar historien och traditionerna i Maharashtra.

## Bakgrund
År 1956 definierade Staternas Reorganisationsakt gränserna för staterna inom Indien baserat på de talade språken. Staten Bombay som bildades på grund av denna akt bestod av olika områden där olika språk talades: marathi, gujarati, kutchi och konkani. Organisationen Sanyukta Maharashtra Samiti var i framkant hos rörelsen att dela upp staten Bombay till två stater: En stat där folket främst pratade gujarati och kutchi och en stat där folket främst pratade marathi och konkani.
Delstaten Maharashtra och Gujarat bildades tack vare denna rörelse enligt Bombays Reorganisationsakt som antogs av Indiens parlament den 25 april 1960. Akten trädde i kraft den 1 maj 1960, därav det årliga firandet.